# Arcozelo das Maias
Arcozelo das Maias is een plaats (freguesia) in de Portugese gemeente Oliveira de Frades en telt 1617 inwoners (2001).